# Stefano Manzi
Stefano Manzi (Rimini, Italia, 29 de marzo de 1999) es un piloto de motociclismo Italiano que participa en el Campeonato Mundial de Supersport con el equipo Pata Yamaha Ten Kate Racing.

## Biografía
Nació en Rimini, de 2012 a 2014 Manzi fue competidor de la Red Bull MotoGP Rookies Cup, donde terminó tercero en 2013 y 2014. Al año siguiente hizo su debut en el Campeonato del Mundo de Moto3, corriendo desde la segunda ronda de la temporada en adelante - después de ser substituido en la ronda de abertura por Marco Bezzecchi debido a los límites de edad - en una Mahindra MGP3O del San Carlo Team Italia junto a su compatriota Matteo Ferrari. De sus cuatro carreras en los puntos, su mejor resultado fue un duodécimo lugar en Aragón. En 2016 apareció en la misma clase como wildcard en cuatro rondas, consiguiendo un cuarto lugar en Silverstone como mejor resultado.
En 2016, Manzi fichó por el Sky Racing Team VR46 para correr la Temporada 2017 del Campeonato del Mundo de Moto2.
En 2018, Manzi pasó a conducir la Suter MMX2 del Forward Racing Team, su compañero de equipo esta temporada fue el brasileño Eric Granado. En la temporada solo puntuó en dos carreras, lograndó su mejor resultado en el Gran Premio de Francia en el cual terminó en la décima posición. El 9 de septiembre de 2018, durante el Gran Premio de San Marino de Moto2, en el Misano World Circuit Marco Simoncelli, junto a Romano Fenati, fue protagonista de una acción impudente y polémica de Fenati, después de luchar durante varias curvas, Fenati accionó deliberadamente la palanca de freno de Manzi en plena recta mientras ambos viajaban a unos 220 km/h. Esta acción le costó a Fenati la descalificación del gran premio y la sanción de dos grandes premios sin correr. En cambio, el gran premio de Manzi terminó con una caída después de algunas curvas (independientemente de la maniobra de Fenati).
En 2019, Moto2 vio la vuelta de MV Agusta al Campeonato del Mundo de Motociclismo con el Forward Racing, equipo en el que corría Manzi. Manzi condujo la MV Agusta F2 junto a su nuevo compañero de equipo, Dominique Aegerter. En la temporada, puntuó en 7 carreras, logrando entrar en el grupo de los 10 mejores en 4 oportunidades, siendo el 4.º puesto en el Gran Premio de la Comunidad Valenciana su mejor resultado de la temporada. Se perdió el Gran Premio de las Américas debido a una fractura de escafoides. Su lugar en el equipo, en este gran premio, lo ocupó Gabriele Ruiu.
Manzi se mantuvo en el MV Agusta Forward Racing en 2020 haciendo dupla en esta temporada con su compatriota Simone Corsi.
En 2021, además de disputar el Mundial de Moto2 hará su debut en el Campeonato Mundial de Supersport: disputará la ronda de Jerez en una de las Yamaha YZF-R6 del GMT94 Yamaha, ocupando el lugar del francés Andy Verdoïa quien se lesiono en la ronda anterior.

## Resultados

### Campeonato del mundo de motociclismo

#### Por temporada
| Temp. | Cat.  | Moto      | Equipo                                                    | Carreras | Victorias | Podios | Poles | V.Ráp. | Pts. | Pos.  |
| ----- | ----- | --------- | --------------------------------------------------------- | -------- | --------- | ------ | ----- | ------ | ---- | ----- |
| 2015  | Moto3 | Mahindra  | San Carlo Team Italia                                     | 17       | 0         | 0      | 0     | 0      | 10   | 27.º  |
| 2016  | Moto3 | Mahindra  | Mahindra Racing                                           | 3        | 0         | 0      | 0     | 0      | 13   | 29.º  |
| 2017  | Moto2 | Kalex     | Sky Racing Team VR46                                      | 18       | 0         | 0      | 0     | 0      | 14   | 25.º  |
| 2018  | Moto2 | Suter     | Forward Racing Team                                       | 15       | 0         | 0      | 0     | 0      | 8    | 24.º  |
| 2019  | Moto2 | MV Agusta | MV Augusta Idealavoro Forward MV Agusta Temporary Forward | 18       | 0         | 0      | 0     | 0      | 39   | 19.º  |
| 2020  | Moto2 | MV Agusta | MV Agusta Forward Racing                                  | 15       | 0         | 0      | 1     | 0      | 21   | 22.º  |
| 2021  | Moto2 | Kalex     | Flexbox HP40                                              | 18       | 0         | 0      | 0     | 0      | 36   | 19.º  |
| 2022  | Moto2 | Kalex     | Yamaha VR46 Master Camp Team                              | 3        | 0         | 0      | 0     | 0      | 9*   | 22.º* |
| Total | Total | Total     | Total                                                     | 107      | 0         | 0      | 1     | 0      | 150  |       |

- * Temporada en curso.

#### Por categoría
| Cat.  | Temp.     | 1.er Gran Premio | 1.er Podio | 1.ª Victoria | Carreras | Victorias | Podios | Poles | V.Ráp. | Pts. | CM |
| ----- | --------- | ---------------- | ---------- | ------------ | -------- | --------- | ------ | ----- | ------ | ---- | -- |
| Moto3 | 2015-2016 | Austin 2015      |            |              | 20       | 0         | 0      | 0     | 0      | 23   | 0  |
| Moto2 | 2017-2022 | Catar 2017       |            |              | 87       | 0         | 0      | 1     | 0      | 127  | 0  |
| Total | 2015–2022 | 2015–2022        | 2015–2022  | 2015–2022    | 107      | 0         | 0      | 1     | 0      | 150  | 0  |

#### Carreras por año
(Carreras en negrita indica pole position, carreras en cursiva indica vuelta rápida)
| Año  | Clase | Moto      | 1      | 2       | 3       | 4       | 5       | 6       | 7       | 8       | 9       | 10      | 11      | 12      | 13      | 14      | 15      | 16      | 17      | 18      | 19    | 20     | Pos. | Pts. |
| ---- | ----- | --------- | ------ | ------- | ------- | ------- | ------- | ------- | ------- | ------- | ------- | ------- | ------- | ------- | ------- | ------- | ------- | ------- | ------- | ------- | ----- | ------ | ---- | ---- |
| 2015 | Moto3 | Mahindra  | QAT    | AME 24  | ARG 18  | SPA 19  | FRA 15  | ITA Ret | CAT 27  | NED 22  | GER 22  | IND 19  | CZE 24  | GBR Ret | RSM 14  | ARA 12  | JPN 18  | AUS Ret | MAL 13  | VAL 19  |       |        | 27.º | 10   |
| 2016 | Moto3 | Mahindra  | QAT    | ARG     | AME     | SPA     | FRA     | ITA     | CAT     | NED     | GER     | AUT 20  | CZE     | GBR 4   | RSM 16  | ARA     | JPN     | AUS     | MAL     | VAL     |       |        | 29.º | 13   |
| 2017 | Moto2 | Kalex     | QAT 29 | ARG 23  | AME Ret | SPA 25  | FRA Ret | ITA Ret | CAT Ret | NED 20  | GER 15  | CZE 21  | AUT Ret | GBR 7   | RSM Ret | ARA 15  | JPN 26  | AUS 13  | MAL Ret | VAL Ret |       |        | 25.º | 14   |
| 2018 | Moto2 | Suter     | QAT 26 | ARG 21  | AME Ret | SPA Ret | FRA 10  | ITA Ret | CAT Ret | NED Ret | GER 25  | CZE Ret | AUT 14  | GBR C   | RSM Ret | ARA Ret | THA Ret | JPN 24  | AUS DNS | MAL     | VAL   |        | 24.º | 8    |
| 2019 | Moto2 | MV Agusta | QAT 20 | ARG Ret | AME     | SPA 21  | FRA 15  | ITA Ret | CAT Ret | NED 7   | GER 22  | CZE 20  | AUT 16  | GBR 17  | RSM 15  | ARA 14  | THA Ret | JPN 10  | AUS 9   | MAL Ret | VAL 4 |        | 19.º | 39   |
| 2020 | Moto2 | MV Agusta | QAT 15 | SPA 11  | AND 9   | CZE Ret | AUT 17  | EST 14  | RSM 17  | ERM 15  | CAT Ret | FRA 14  | ARA 14  | TER Ret | EUR 15  | VAL Ret | POR 19  |         |         |         |       |        | 22.º | 21   |
| 2021 | Moto2 | Kalex     | QAT 19 | DOH 8   | POR Ret | SPA 13  | FRA Ret | ITA 10  | CAT 24  | GER 20  | NED 13  | EST 18  | AUT 24  | GBR Ret | ARA 18  | RSM 16  | AME 19  | ERM 6   | ALG 13  | VAL 13  |       |        | 19.º | 36   |
| 2022 | Moto2 | Kalex     | QAT    | INA     | ARG     | AME     | POR     | SPA 13  | FRA 10  | ITA     | CAT 16  | GER     | NED     | GBR     | AUT     | RSM     | ARA     | JPN     | THA     | AUS     | MAL   | VAL    | 23.º | 9    |
| 2024 | Moto2 | Kalex     | QAT    | POR     | AME     | SPA     | FRA     | CAT     | ITA     | NED     | GER     | GBR     | AUT     | ARA     | RSM     | ERM     | INA     | JPN     | AUS     | THA     | MAL   | SLD 21 | 37.º | 0    |

- * Temporada en curso.

### Campeonato Mundial de Supersport

#### Por temporada
| Temp. | Moto                         | Equipo                      | N.º   | Carreras | Victorias | Podios | Poles | V.Rap. | Pts. | Pos. |
| ----- | ---------------------------- | --------------------------- | ----- | -------- | --------- | ------ | ----- | ------ | ---- | ---- |
| 2021  | Yamaha YZF-R6                | GMT94 Yamaha                | 62    | 1        | 0         | 0      | 0     | 0      | 7    | 32.º |
| 2022  | Triumph Street Triple 765 RS | Dynavolt Triumph            | 62    | 24       | 1         | 5      | 0     | 1      | 209  | 6.º  |
| 2023  | Yamaha YZF-R6                | Ten Kate Racing Yamaha      | 62    | 24       | 4         | 17     | 1     | 5      | 408  | 2.º  |
| 2024  | Yamaha YZF-R6                | Pata Yamaha Ten Kate Racing | 62    | 24       | 5         | 19     | 1     | 4      | 415  | 2.º  |
| 2025  | Yamaha YZF-R9                | Pata Yamaha Ten Kate Racing | 62    | 6        | 1         | 6      | 0     | 1      | 125* | 1.º* |
| Total | Total                        | Total                       | Total | 79       | 11        | 47     | 2     | 11     | 1164 |      |

- * Temporada en curso.

#### Carreras por año
(Carreras en negrita indica pole position, carreras en cursiva indica vuelta rápida)
| Año  | Moto    | 1     | 1       | 2       | 2     | 3       | 3       | 4     | 4     | 5     | 5     | 6     | 6     | 7      | 7     | 8       | 8       | 9     | 9       | 10     | 10    | 11    | 11    | 12     | 12      | Pos. | Pts. |
| Año  | Moto    | R1    | R2      | R1      | R2    | R1      | R2      | R1    | R2    | R1    | R2    | R1    | R2    | R1     | R2    | R1      | R2      | R1    | R2      | R1     | R2    | R1    | R2    | R1     | R2      | Pos. | Pts. |
| ---- | ------- | ----- | ------- | ------- | ----- | ------- | ------- | ----- | ----- | ----- | ----- | ----- | ----- | ------ | ----- | ------- | ------- | ----- | ------- | ------ | ----- | ----- | ----- | ------ | ------- | ---- | ---- |
| 2021 | Yamaha  | SPA   | SPA     | POR     | POR   | ITA     | ITA     | NED   | NED   | CZE   | CZE   | SPA   | SPA   | FRA    | FRA   | SPA     | SPA     | SPA C | SPA 9   | POR    | POR   | ARG   | ARG   | INA    | INA     | 32.º | 7    |
| 2022 | Triumph | SPA 7 | SPA 8   | NED Ret | NED 6 | POR Ret | POR Ret | ITA 5 | ITA 4 | GBR 6 | GBR 5 | CZE 2 | CZE 3 | FRA 16 | FRA 7 | SPA Ret | SPA 3   | POR 1 | POR Ret | ARG 7  | ARG 5 | INA 7 | INA 2 | AUS 14 | AUS Ret | 6.º  | 209  |
| 2023 | Yamaha  | AUS 6 | AUS 2   | INA 7   | INA 2 | NED 5   | NED 2   | SPA 6 | SPA 3 | ITA 2 | ITA 1 | GBR 2 | GBR 5 | ITA 1  | ITA 1 | CZE 2   | CZE Ret | FRA 2 | FRA 3   | SPA 11 | SPA 2 | POR 2 | POR 1 | SPA 2  | SPA 2   | 2.º  | 408  |
| 2024 | Yamaha  | AUS 2 | AUS Ret | SPA 2   | SPA 1 | NED 2   | NED 21  | ITA 3 | ITA 4 | GBR 2 | GBR 4 | CZE 3 | CZE 2 | POR 3  | POR 2 | FRA Ret | FRA 2   | ITA 2 | ITA 1   | SPA 2  | SPA 2 | EST 3 | EST 1 | SPA 1  | SPA 1   | 2.º  | 415  |
| 2025 | Yamaha  | AUS 1 | AUS 2   | POR 2   | POR 2 | NED 2   | NED 2   | ITA   | ITA   | CZE   | CZE   | ITA   | ITA   | GBR    | GBR   | HUN     | HUN     | FRA   | FRA     | SPA    | SPA   | POR   | POR   | SPA    | SPA     | 1.º* | 125* |

- * Temporada en curso.